# Le Dîner (film, 1998)
Pour les articles homonymes, voir Le Dîner.
Pour plus de détails, voir Fiche technique et Distribution.
Le Dîner (La cena) est un film franco-italien réalisé par Ettore Scola, sorti en 1998.

## Synopsis
Dans un restaurant, chaque table a son histoire développée en une séquence du film.

## Fiche technique
- Titre original : La cena
- Titre français : Le Dîner
- Réalisation : Ettore Scola
- Scénario : Ettore Scola, Furio Scarpelli, Silvia Scola et Giacomo Scarpelli
- Photographie : Franco Di Giacomo
- Montage : Raimondo Crociani
- Musique : Armando Trovajoli
- Production : Franco Committeri
- Maquillage : Francesco Freda
- Pays de production :  Italie,  France
- Format : couleur — 1,85:1 — Dolby Digital
- Genre : comédie dramatique
- Durée : 126 minutes (version italienne)
- Date de sortie : 1998

## Distribution
- Fanny Ardant : Flora
- Antonio Catania : Mago Adam
- Francesca D'Aloja : Alessandra
- Riccardo Garrone : Diomede
- Vittorio Gassman : Maestro Pezzullo
- Giancarlo Giannini : Professore
- Marie Gillain : Allieva
- Nello Mascia : Menghini
- Adalberto Maria Merli : Bricco
- Stefania Sandrelli : Isabella
- Corrado Olmi : Arturo
- Vittoria Piancastelli : Marina